# Васильково (городской округ Клин)
Васильково — деревня в Клинском районе Московской области, в составе Воздвиженского сельского поселению. Население — 71 чел. (2010). До 2006 года Васильково входило в состав Воздвиженского сельского округа.
Деревня расположена в северо-западной части района, примерно в 17 км к западу от райцентра Клин, на запруженном безымянном правом притоке реки Раменка (левый приток Яузы), высота центра над уровнем моря — 161 м. Ближайшие населённые пункты — Подорки на юго-западе и Хлыниха на юго-востоке.

## Население
| 2002 | 2006 | 2010 |
| ---- | ---- | ---- |
| 58   | ↗65  | ↗71  |